# Archie de Sussex
Archie de Sussex (Archie Harrison Mountbatten-Windsor, Londres, 6 de maio de 2019) é o primeiro filho do príncipe Henrique, Duque de Sussex, e de sua esposa Meghan, Duquesa de Sussex, e foi o oitavo bisneto da rainha Isabel II do Reino Unido e de seu marido, o príncipe Filipe, Duque de Edimburgo, sendo o quarto neto do rei Carlos III do Reino Unido, e de sua primeira esposa, Lady Diana Spencer.
Ele tem uma irmã menor, Lilibet Diana, nascida em 2021, e ocupa o sexto lugar na linha de sucessão ao trono britânico. 

## Biografia

### Anúncio da gravidez
No dia 15 de outubro de 2018, o Palácio de Kensington fez um anúncio oficial comunicando a primeira gravidez de Meghan Markle, Duquesa de Sussex e o seu marido o príncipe Henrique do Reino Unido, Duque de Sussex. O anúncio oficial surgiu após várias especulações da mídia e do público, após a aparição dos Duques de Sussex no casamento da princesa Eugênia (de York) do Reino Unido, prima em primeiro grau do Duque de Sussex, ocorrido em 12 de outubro de 2018 com Jack Brooksbank.
Segundo alguns relatos de suposições da mídia, os membros da família real britânica mais próximos do casal receberam a notícia da primeira gestação do casal em primeira mão no dia do casamento, incluindo a rainha Isabel II do Reino Unido supostamente.

### Nascimento

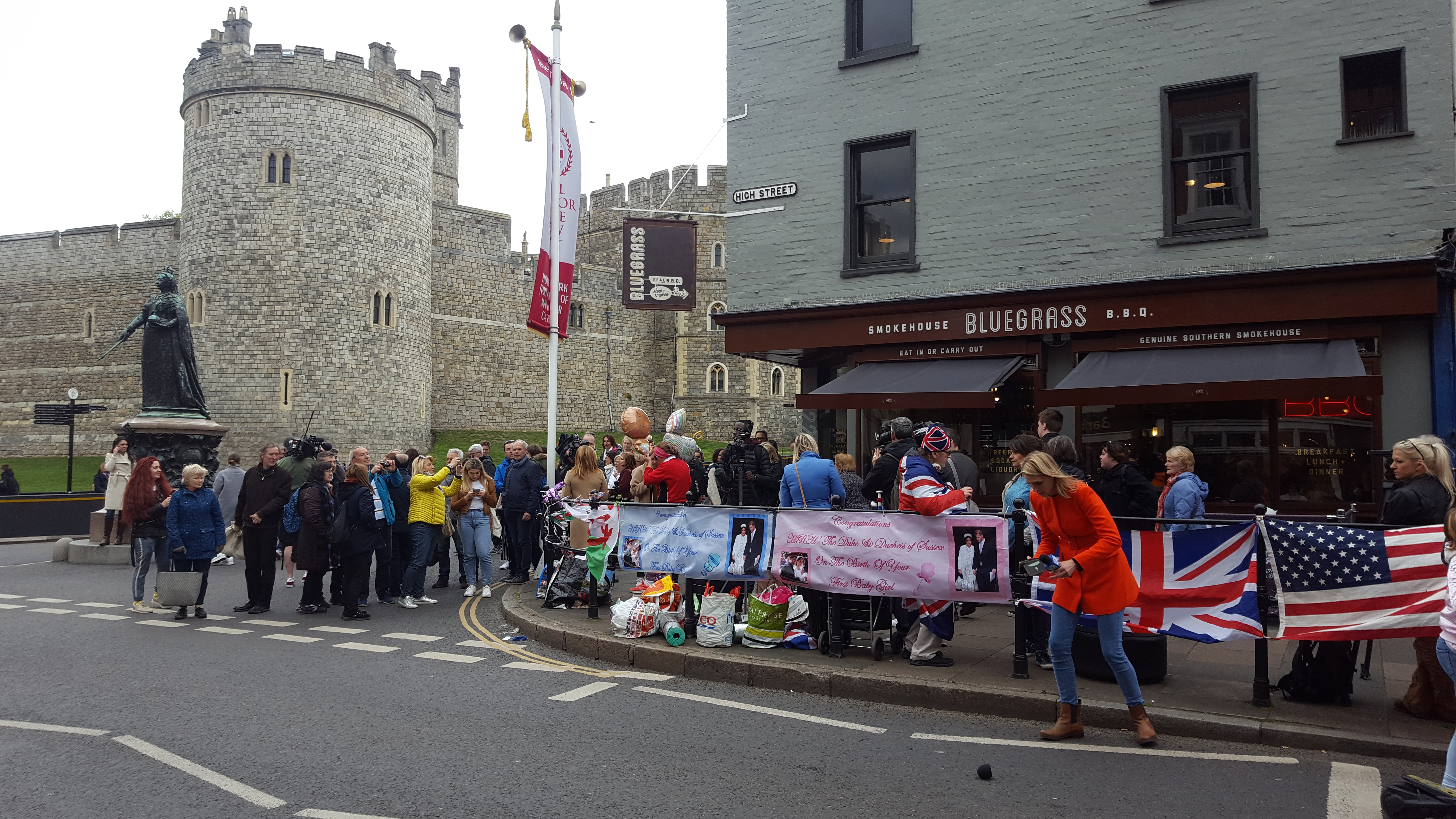
Acosso midiático: repórteres e fotógrafos nas imediações do Castelo de Windsor nos dias prévios ao nascimento de Archie

Semanas antes de seu nascimento, o príncipe Henrique e Meghan haviam pedido que sua privacidade em relação ao nascimento fosse respeitada. "Suas altezas reais tomaram a decisão de manter os preparativos privados para a chegada do bebê", lia-se no anúncio.
Archie Harrison nasceu no dia 6 de maio de 2019, às 5h26min, pesando 3,170 quilogramas. No entanto, o anúncio do nascimento foi feito pelo Palácio de Buckingham e a Casa de Windsor apenas quando a mãe e o bebê já estavam em casa, em Frogmore Cottage na Inglaterra.
No dia 8 de maio de 2019, dois dias depois do nascimento, ele foi apresentado oficialmente durante uma sessão fotográfica no Castelo de Windsor. Neste dia ele também recebeu a vista de sua bisavó, a rainha Isabel II do Reino Unido, após a qual o seu nome completo foi divulgado oficialmente para o público.
O local do nascimento do bebê, a maternidade particular de London's Portland Hospital, na cidade de Londres na Inglaterra, só foi revelado dez dias depois, quando a sua certidão de nascimento foi fotografada e divulgada.
Como filho de um cidadão britânico e de uma cidadã norte-americana, Archie é elegível para a dupla cidadania, o que é sem precedentes na família real britânica.

### Escolha do nome
A escolha de seu nome foi considerada "surpreendente" pela imprensa do Reino Unido e internacional, que esperava que os pais optassem por um nome "real" tradicional da família real britânica, como "Artur", um dos nomes masculinos favoritos nas casas de apostas britânicas. Segundo a imprensa, o seu nome significa:
- Archie: seria uma abreviatura de Archibald (Arquibaldo em português), nome mais usado em séculos passados, mas ele também pode ser uma referência a "arqui", no sentido de "maior" (como arquiduque, por exemplo, maior que grão-duque; em latim, a palavra "archo" remete a alguém importante);

- Harrison: pode significar em tradução simplificada Harry's son ou, em português, "filho de Harry";
- Mountbatten: é o sobrenome de seu bisavô, o príncipe Philip, Duque de Edimburgo;
- Windsor: é o sobrenome adotado pela família real britânica, cujos membros pertencem à Casa de Windsor.

### Batizado
Archie foi batizado no dia 6 de julho de 2019, na capela privada do Castelo de Windsor, com água do Rio Jordão e em comunhão com a Igreja Anglicana, sem que os nomes de seus padrinhos e a lista de convidados fossem revelados. Nas fotos oficiais divulgadas pelo duque e pela duquesa de Sussex, apenas apareciam os próprios com o filho, o Rei Carlos III e Rainha Consorte Camila, o príncipe Guilherme, Príncipe de Gales e Catarina, Princesa de Gales, a Sarah McCorquodale e Jane Fellowes, Baronesa Fellowes (tias de Henry), e também Doria Raglan, avó materna do bebê.
Para a ocasião, Archie usou a Túnica de Batismo Real (na verdade uma réplica do Royal Christening Robe), uma roupa usada por todas as crianças da família real britânica, incluindo então Rainha Isabel II do Reino Unido.
A rainha não participou da cerimônia.

### Residência
Vive em Montecito, Califórnia, para onde os seus pais se mudaram em março de 2020, após morarem por cerca de seis meses no Canadá e após renunciarem a suas funções como membros da família real britânica. 

## Aparições públicas
Em julho de 2019, Henrique e Meghan levaram Archie, então com dois meses de idade, para um evento público pela primeira vez. A família compareceu a uma partida de pôlo equestre, onde também estavam o príncipe Guilherme, Duque de Cambridge (tio de Archie) e sua família.

### Primeiro compromisso oficial
Em setembro de 2019, Archie acompanhou os pais em uma viagem à África. Foi nesta ocasião que ele atendeu ao seu primeiro compromisso oficial: foi levado pelo duque e pela duquesa para conhecer Desmond Tutu, vencedor do Nobel da Paz. Durante esta reunião, a sua mãe revelou que ele tinha um apelido: "Bubba", dado pelo casal.

### Outras aparições
Os seus pais evitam expô-lo devido ao bullying que Meghan sofria de parte da imprensa britânica, o que fez o casal processar alguns tablóides e escolher se mudar para a América do Norte, em busca de maior privacidade e liberdade. No entanto, no seu primeiro aniversário, os seu pais divulgaram um vídeo através da organização não governamental Save Children UK onde Archie aparecia no colo da mãe, que lia a história infantil "Duck!Rabbit!”. O vídeo visava arrecadar fundos para a ONG.

## Vítima de racismo
Assim como sua mãe, uma afro-descendente, Archie já foi vítima de racismo, tendo um jornalista da BBC o comparado a um chimpanzé. O caso envolveu o radialista Danny Baker que postou em seu Twitter uma imagem de um casal caminhando de mãos dadas com um chimpanzé, junto à legenda "o bebê real sai do hospital". O jornalista acabou demitido e a BBC escreveu que isto havia sido "um grave erro de avaliação" e que a publicação "contrariava os valores que nós, como emissora, pretendemos encarnar".
Em março de 2021, durante uma entrevista com Oprah Winfrey, Meghan e Harry revelaram que havia racismo também na Família Real. Eles explicaram que ainda antes do bebê nascer, um membro da família havia demonstrado preocupação com quão escura a pele do menino poderia ser.

## Títulos e estilos
Apesar de ser filho de um príncipe e duque britânico, Archie não recebeu quando nasceu os títulos e estilos de SAR e príncipe do Reino Unido em razão da carta-patente emitida pelo seu tataravô, o Rei Jorge V do Reino Unido, em 1917. Nesta, institui-se que os bisnetos do monarca, com exceção do primeiro filho do primogênito do Príncipe de Gales, não mais receberiam tais títulos e estilos.
Ademais, Archie também poderia receber o título Conde de Dumbarton. No entanto, por decisão dos seus pais, o Duque e a Duquesa de Sussex, este título não foi dado pela Rainha Isabel II do Reino Unido. Portanto, como filho de um duque britânico, ele recebe apenas o estilo "Master".
Sob cartas patentes emitidas pelo rei George V em 1917, Mountbatten-Windsor tornou-se legalmente um príncipe após a ascensão de seu avô, o rei Carlos III , em 8 de setembro de 2022, embora ele não seja obrigado a usar o título. Na entrevista de Oprah com Meghan e Harry , a duquesa disse ter sido informada de que seriam feitas alterações para retirar esse direito.  Ela sugeriu que isso era porque seu filho é mestiço,  mas os planos de Carlos III para uma família real reduzida limitada aos herdeiros diretos e seus filhos datam da década de 1990.
O site oficial britânico da família real foi atualizado para se referir a ele como "Príncipe Archie de Sussex" em 9 de março de 2023.